# August Seidler
Johann Friedrich August Seidler (* 16. April 1779 in Osterfeld (bei Naumburg); † 14. Dezember 1851 in Leipzig) war ein deutscher Klassischer Philologe.

## Leben
Nach der Reifeprüfung am Domgymnasium Naumburg (1798) studierte Seidler Theologie und Philologie in Wittenberg und Leipzig. Hier beeinflussten ihn sein Kommilitone Christian August Lobeck und sein Lehrer Gottfried Hermann, sich der griechischen Literatur und Metrik zu widmen.
1809 wurde Seidler Lehrer an der Nikolaischule in Leipzig. Zwei Jahre später veröffentlichte er die Frucht seiner jahrelangen Forschungen, die metrische Studie De versibus dochmiacis tragicorum graecorum. 1816 wurde Seidler als Professor für griechische Literatur an die Universität Halle berufen, die ein Jahr später mit der Universität Wittenberg vereinigt wurde.
1824 trat Seidler in den Ruhestand. Er lebte fortan als Privatgelehrter und sächsischer Hofrat in Lindenau, Crossen an der Elster und Leipzig. Er verkehrte weiterhin mit seinen ehemaligen Kollegen, trat aber nicht mehr durch wissenschaftliche Publikationen hervor. In ihrem Gründungsjahr 1846 wurde er ordentliches Mitglied der Königlich Sächsischen Gesellschaft der Wissenschaften.